# Port Clinton (Ohio)
Port Clinton è una località degli Stati Uniti d'America, capoluogo della contea di Ottawa, nello Stato dell'Ohio.